# Kościół św. Elżbiety przy ulicy Grabiszyńskiej we Wrocławiu
Kościół św. Elżbiety we Wrocławiu – katolicka świątynia przy ul. Grabiszyńskiej wzniesiona pod koniec XIX w. wg projektu wrocławskiego architekta Josepha Ebersa w stylu neogotyckim.

## Historia
Kościół św. Elżbiety powstał w latach 1893–1896 jako kościół katolicki, łącznie z sąsiadującym kompleksem szpitalno-klasztornym zbudowanym na potrzeby zakonu sióstr elżbietanek, które opiekowały się chorymi. Budowę kościoła w pełni sfinansował ówczesny biskup wrocławski, kardynał Georg von Kopp. W 1899 kościół stał się parafialnym, po utworzeniu nowej parafii. Biskup Kopp dokonał konsekracji świątyni 19 listopada 1907, w 700-lecie urodzin św. Elżbiety Węgierskiej. Podczas oblężenia Wrocławia, w połowie marca 1945 wojsko niemieckie wysadziło wieżę kościoła w ramach przygotowywania w tym rejonie pozycji obronnych. W efekcie upadku wieży doszło do zniszczeń w obrębie samego kościoła, zwłaszcza części dachu i sklepień. Żołnierze zniszczyli też wówczas znaczną część wyposażenia kościoła. Wraz z drobniejszymi uszkodzeniami budowli w pozostałym okresie walk o miasto szacuje się, że świątynia została zniszczona w 30–50%. Tym niemniej nabożeństwa wznowiono tu już 3 VI 1945 r., a pierwsze prace porządkowe i zabezpieczające rozpoczęto wkrótce po kapitulacji garnizonu niemieckiego, kontynuując je w 1946. W większym zakresie przeprowadzono prace remontowe dachu w drugiej połowie 1948. Zasadniczą fazę odbudowy kościoła przeprowadził proboszcz Roman Karapczyński. W roku 1952, oprócz kolejnego etapu naprawy dachu, odbudowano zniszczone sklepienia, zamurowane pęknięcia i ubytki w murach ścian, położono brakujące posadzki, oszklono okna. W 1965 r. wyremontowano fasadę przednią (zachodnią, z głównym wejściem), odbudowując jej szczyt z nowych materiałów: luksferu i betonu i zastępując zniszczoną rozetę witrażem. Staraniem kolejnego proboszcza, ks. Franciszka Głoda, od 1979 r. prowadzono prace przygotowawcze do odbudowy wieży, której montaż przeprowadzono 21 X 1981 r. (w literaturze funkcjonuje też błędna data roczna 1980). Ta charakterystyczna, ażurowa stalowa wieża projektu prof. Tadeusza Zipsera i Marka Dobrowolskiego nawiązująca do form gotyckich, odróżnia kościół od innych świątyń wrocławskich. W 1983 kościół otrzymał trzy dzwony z ludwisarni Felczyńskiego (700 kg – „św. Elżbieta”, 300 kg – „Jan Paweł II” i 150 kg – „św. Franciszek z Asyżu”). Od 1990 r. do 1999 r. stopniowo montowano w oknach witraże, w sumie piętnaście autorstwa Haliny Cieślińskiej-Brzeskiej, a w 1995 organy Józefa Cynara mające 23 głosy (kupiony prospekt organowy jest znacznie starszy). W 1998 dokonano kompletnej wymiany dachówek i więźby dachowej.

Na początku stanu wojennego, od 17 XII 1981 r. przez kilka dni proboszcz Franciszek Głód ukrywał w wieży kościelnej działaczy opozycji, w tym Frasyniuka, Piniora i Barbarę Labudę. 

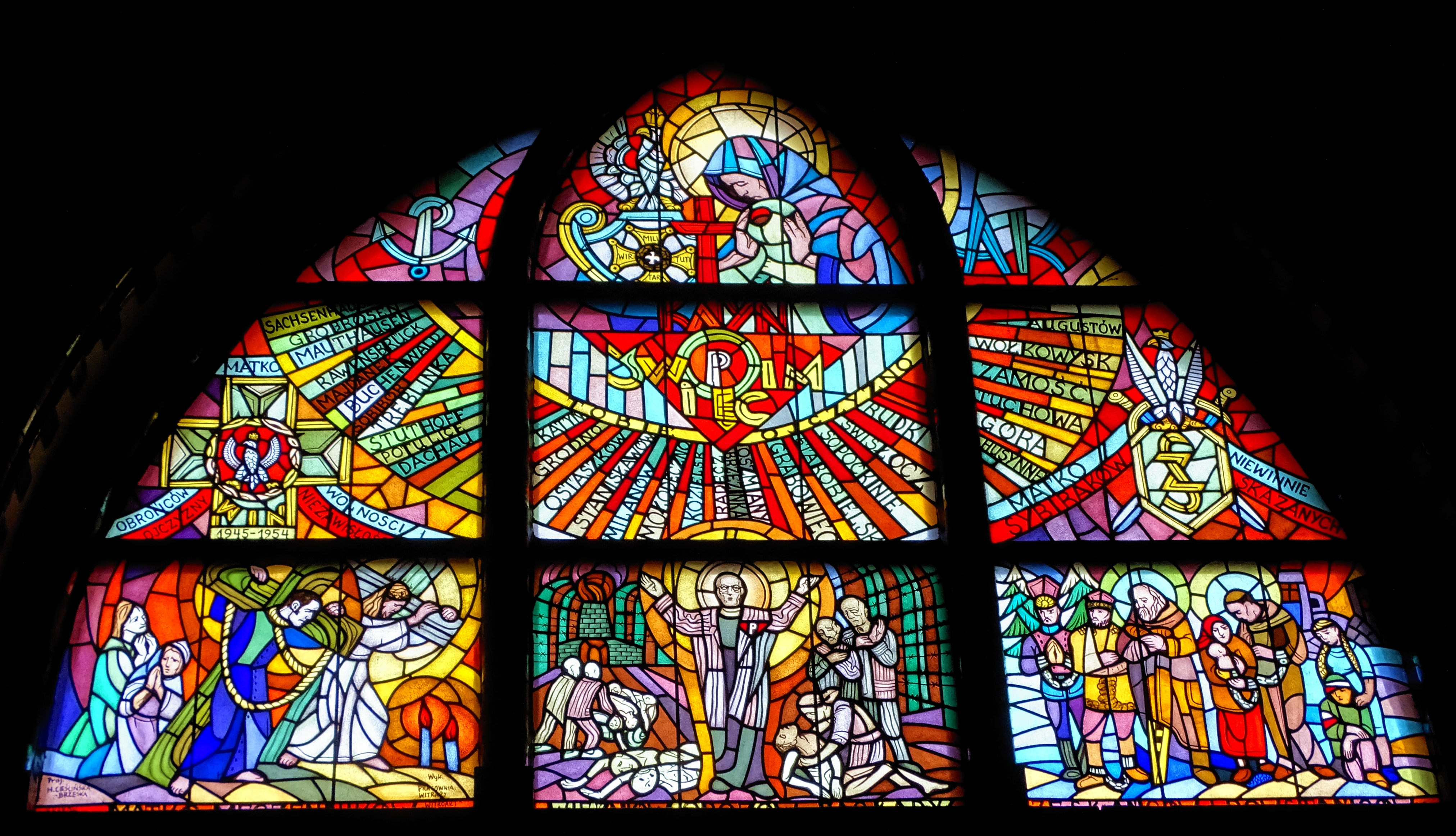
Witraż martyrologii narodu polskiego. Projekt Haliny Cieślińskiej-Brzeskiej, wykonanie pracownia Witroart, Piotr Janek.

## Architektura i wyposażenie
Kościół św. Elżbiety jest trójnawową, siedmioprzęsłową halą z dwoma pseudotranseptami i pojedynczą wieżą umieszczoną osiowo w przedniej fasadzie. Nawy i prezbiterium mają sklepienia krzyżowo-żebrowe. Gmach zbudowano z cegły klinkierowej i glazurowanej, generalnie w stylu neogotyckim, zawiera jednak też elementy neoromańskie. W porównaniu do stanu współczesnego oryginalny kościół miał dużą rozetę w fasadzie przedniej oraz murowaną, a nie stalową wieżę. W podziemiach znajduje się krypta, przeznaczona pierwotnie na miejsce pochówku Elżbietanek.

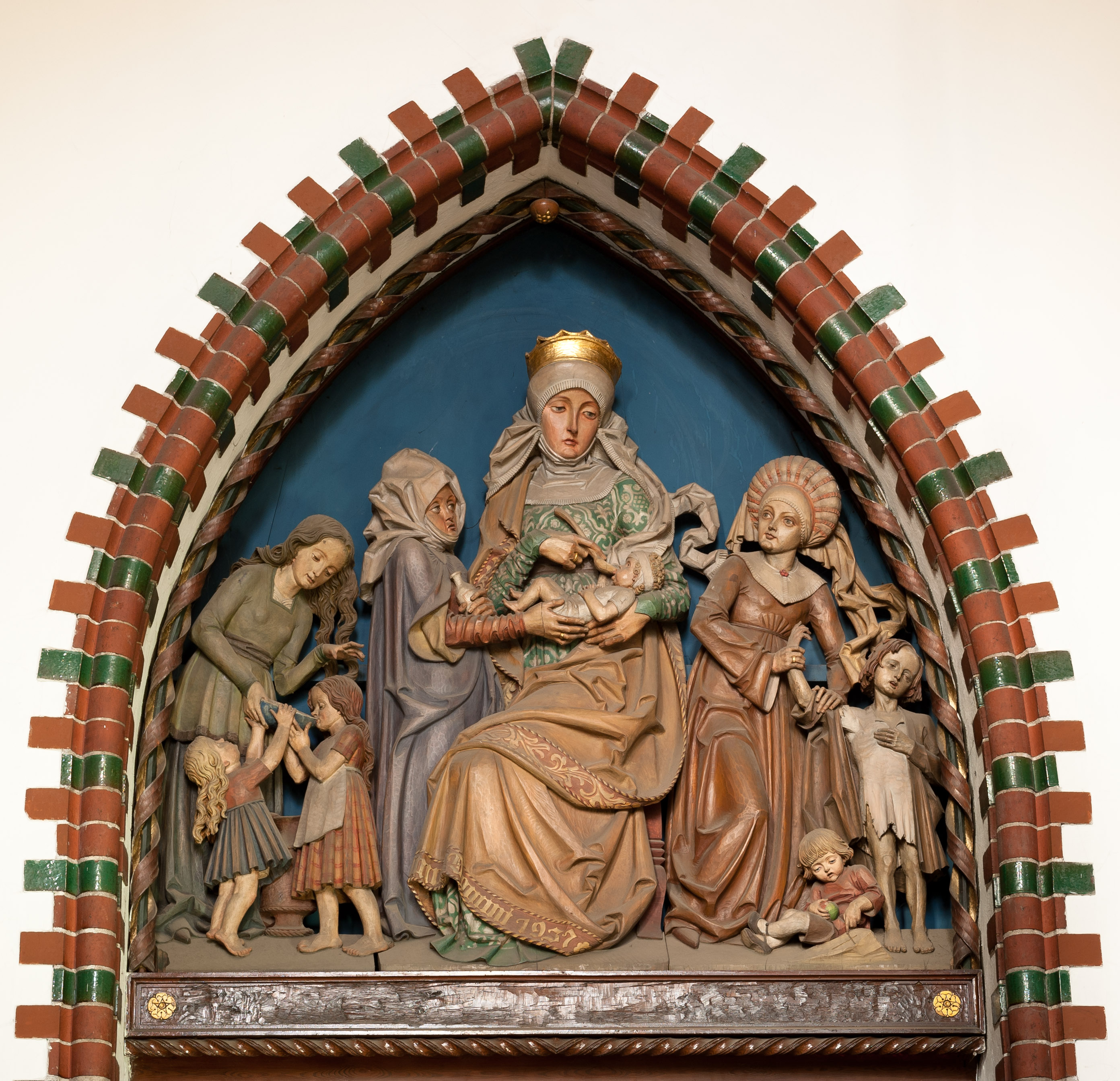
Bruno Tschötschel, tympanon w kościele pw. św. Elżbiety we Wrocławiu przy ul. Grabiszyńskiej, drewno polichromowane, 1937

Choć w trakcie oblężenia Wrocławia spalono część wyposażenia, zniszczone też zostały witraże, we wnętrzu pozostało wiele oryginalnych i ciekawych detali architektonicznych lub elementów ruchomego wyposażenia. Przedwojenne wyposażenie świątyni utrzymane było w stylistyce neogotyckiej. Przetrwały z niego kamienne zworniki, ołtarze, w tym ołtarz główny zdobiony figurami św. Klary i Urszuli oraz aniołów, ołtarz drewniany, zespół drewnianych dzieł Brunona Tschötschela: tympanon z 1937 r. i sześć płaskorzeźb świętych, obecnie na filarach nawy głównej, a także neogotyckie ramy obrazów, wśród których są dwa dzieła Juliana Wałdowskiego z początku XX w. (tryptyk maryjny i Nauczanie Marii przez św. Annę). W kościele znajdują się również pochodzące sprzed wojny posadzki (przetrwała tylko część), stacje drogi krzyżowej i szereg anonimowych obrazów i fabrycznie wytwarzanych z mas gipsopodobnych posągów świętych i elementów dekoracyjnych. Sprzed 1945 pochodzą także konfesjonały i ławki w nawie, jednak zostały one przeniesione z innych świątyń, gdyż oryginalne nie przetrwały działań wojennych.
Kościół św. Elżbiety był tematem kilku pocztówek wydanych w XX w., przed pierwszą wojną światową, w tym jedną rysowaną przez Georga Rasela.